# Eliána
Az Eliána az Éliás férfinév francia női párjának latinosított formájából származik. Az olaszban a Heléna megfelelőjének alakváltozata.

## Gyakorisága
Az 1990-es években szórványos név, a 2000-es években nem szerepel a 100 leggyakoribb női név között.

## Névnapok
- február 16.[2]
- július 20.[2]